# Paul Haslinger
Paul Haslinger (Linz, Áustria, 11 de Dezembro de 1962) é um compositor austríaco. Participou do grupo de rock and roll alemão Tangerine Dream. Em 2000, Paul Haslinger inicia a primeira colaboração com o actor e cineasta americano John Stockwell no filme Cheaters (2000). Com a parceria Haslinger/Stockwell Crazy/Beautiful (2001), Blue Crush (2002), Into the Blue (2005) e Turistas (filme) (2006). Ele trabalhou de 2015 a 2017 na trilha sonora de Fear the Walking Dead, programa da AMC, responsável pela trilha sonora da 1.ª à 3.ª temporada.